# 出淵勝次
出淵 勝次（でぶち かつじ、1878年（明治11年）7月25日 - 1947年（昭和22年）8月19日）は、日本の外交官、政治家。外務次官、在アメリカ合衆国日本大使、貴族院勅選議員、参議院議員。位階は正三位、勲等は勲一等。

## 来歴・人物

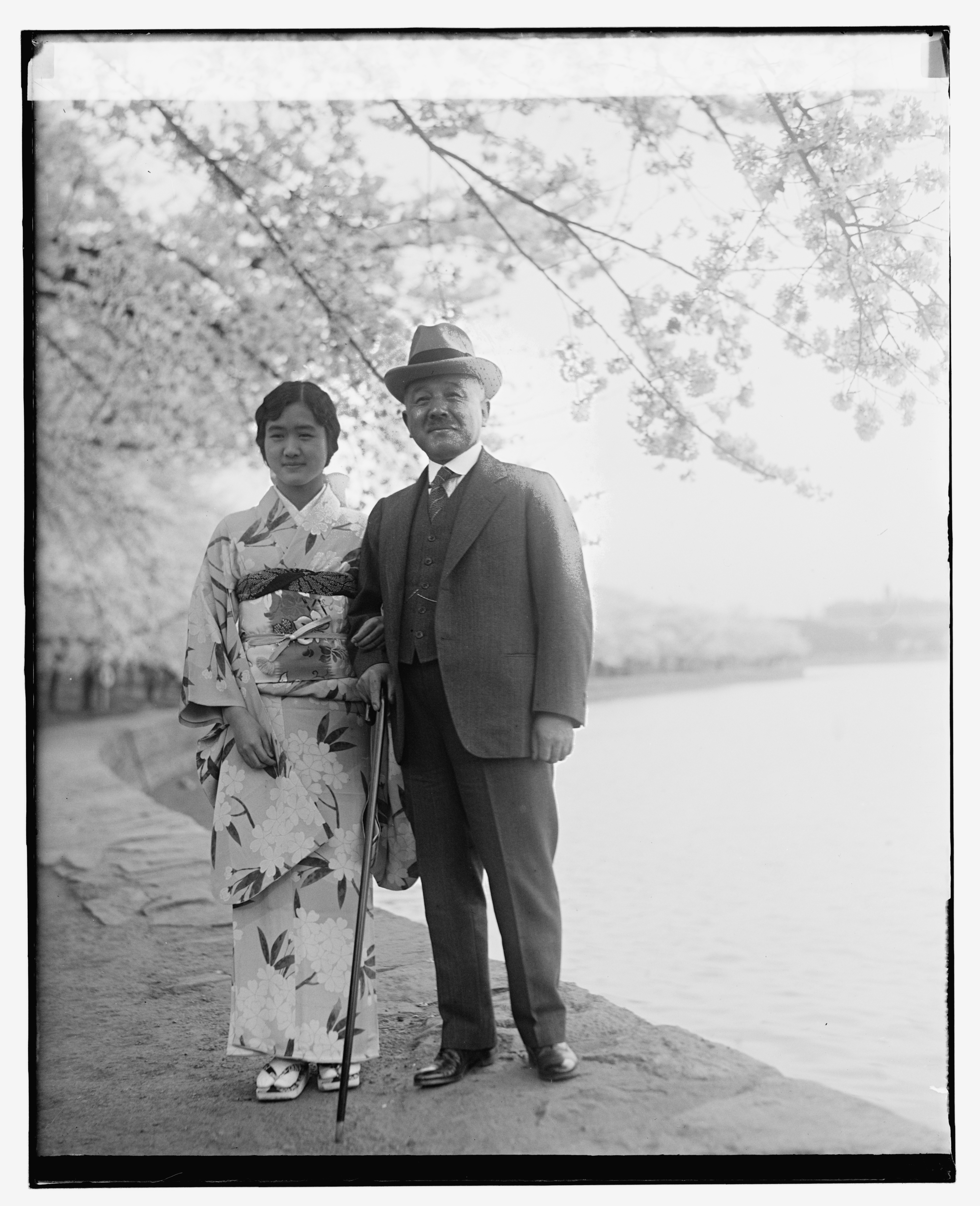
出淵勝次と長女の隆子（1929年）

岩手県第一大区一小区仁王村（現盛岡市梨木町）で旧盛岡藩藩士の次男として生まれる。旧制盛岡中学校（岩手県立盛岡第一高等学校の前身）卒、1902年旧制東京高等商業学校（一橋大学の前身）専門部貿易科卒業。同期に山中千之元国際連盟委任統治委員、高嶋菊次郎元中支那振興総裁、上田貞次郎元帝国学士院会員など。
1902年、外交官及び領事官試験に合格し外務省入省。京城在勤、ドイツ在勤、政務局第一課長を歴任。第一次世界大戦中は在中華民国日本帝国公使館一等書記官を務め、戦後五四運動などを受け、山東半島の利権を中華民国に返還すべく山東還付委員として対処にあたった。在アメリカ合衆国日本帝国大使館一等書記官、在ドイツ日本帝国大使館参事官を経て、1923年に外務省アジア局長。対支文化事務局長併任となり東方文化事業に関わる。
1924年外務次官に就任し満4年務める、1927年まで同情報部長兼務、1928年駐アメリカ合衆国特命全権大使に就任し満6年務め、排日移民法への対応や、満洲事変に関する対米外交等にあたり、軍部の意向に反して日米関係改善に努めた。
1934年待命、親善大使としてオーストラリア訪問、1936年4月28日、貴族院議員に勅選され、1947年5月2日の貴族院廃止まで在任。同年、第1回参議院議員通常選挙に岩手県地方区から無所属で立候補し当選。選挙直後に地元で肺炎となったが、全快。しかし病気の影響で身体が衰弱。国会召集日には所属先の緑風会までは来られたが、体調を理由に本会議には出席できずに帰宅。その後も登院することができず、同年死去。8月21日の参議院本会議において佐藤尚武が哀悼演説を読み上げた。
死亡する前年、前々年にも大規模な開腹手術を受けているにもかかわらず、参議院選に立候補することを聞いた佐藤尚武は、「どうかね君、それは大丈夫だろうか？」と心配したところ、本人は「いや君、男は年に一度ぐらい腹を切るものだよ。」と言っていた。

## 親族
妻の浜は司法省民事局長、中央大学学長、東京弁護士会会長などを歴任した菊池武夫の娘。外務省顧問や衆議院議員を務めた白鳥敏夫は義弟。長女の隆子は外務審議官や駐アメリカ大使を歴任した朝海浩一郎の妻。EU代表部大使を務めた朝海和夫は孫。

## 栄典
- 1906年（明治39年）4月1日 - 明治三十七八年従軍記章[8]